# Island Conservation
Island Conservation est un organisme à but non lucratif dont la mission est de "restaurer les îles pour la nature et les habitants du monde entier." Island Conservation a donc concentré ses efforts sur les îles dont les espèces sont identifiées comme espèce en danger critique et espèce en danger par la Liste rouge de l'UICN. En partenariat avec les collectivités locales, les organismes gouvernementaux de gestion et les organismes de conservation, Island Conservation élabore des plans, exécute la suppression des espèces exotiques envahissantes, et mène des recherches sur le terrain pour documenter les avantages du travail et éclairer les projets futurs.
Il est maintenant démontré que l'approche d'Island Conservation a des effets bénéfiques plus vastes sur les systèmes marins entourant les zones du projet,, Il a en outre été démontré que l'éradication des vertébrés envahissants présente de nombreux avantages, en plus de la conservation des espèces. L'approche s'aligne plus spécifiquement sur 13 des objectifs de développement durable des Nations unies et 42 des cibles associées, notamment la conservation de la biodiversité marine et terrestre, la promotion de partenariats locaux et mondiaux, le développement économique, l'atténuation des changements climatiques, la santé humaine et l'assainissement ainsi que la production et la consommation durables,
À ce jour, Island Conservation a déployé des équipes pour protéger 1 195 populations de 487 espèces et sous-espèces différentes, sur 64 îles.
Le travail d'Island Conservation n'est pas sans controverse, comme le décrit le livre Battle at the End of Eden. La restauration des îles implique de supprimer des populations entières d'espèces envahissantes. Il y a là une question éthique : l'humanité a-t-elle le droit de supprimer une espèce pour en sauver d'autres. Cependant, une étude de 2019 suggère que si les éradications d'animaux envahissants n'étaient menées que sur 169 îles, les perspectives de survie de 9,4 % des vertébrés insulaires terrestres les plus menacés de la planète seraient améliorées,

## Historique
Island Conservation a été fondée par Bernie Tershy et Don Croll, tous deux professeurs au Long Marine Lab de l'UCSC. Ces scientifiques eurent connaissance de l'histoire de l'île de Clipperton sur laquelle s'était rendu l'ornithologue Ken Stager, du Los Angeles County Museum en 1958. Attristé par les déprédations des cochons sauvages sur les colonies de fous bruns et de fous masqués de l'île (réduites respectivement à 500 et 150 oiseaux), Stager se procura un fusil de chasse et élimina 58 cochons. En 2003, les colonies comptaient 25 000 fous bruns et 112 000 fous masqués, soit la deuxième plus grande colonie de fous bruns et la plus grande colonie de fous masqués au monde.
À ses débuts, l'organisation travaillait au Mexique en collaboration avec son organisation sœur, le Grupo de Ecología y Conservación de Islas, dans le golfe de Californie et au large de la côte Pacifique,. Par la suite, Island Conservation a étendu son périmètre géographique aux îles Anglo-Normandes de Californie, à la côte Pacifique du Canada, aux îles Aléoutiennes, aux îles Hawaïenneset, enfin, au Pacifique, aux Caraïbeset à l'Amérique du Sud.
Island Conservation dispose d'une solide base scientifique. Plus de 160 publications évaluées par des pairs dans de grandes revues telles que Biological Conservation, Conservation Biology et Proceedings of the National Academy of Science ont été rédigées ou co-écrites par le personnel et les prestataires d'Island Conservation.

## Partenariats
Island Conservation n'ayant pas de responsabilité de gestion sur les îles elles-mêmes, tous les projets se font en partenariat avec le propriétaire/gestionnaire de l'île, les utilisateurs de l'île, les communautés locales et les autorités réglementaires. Depuis sa création en 1994, l'organisation a établi des partenariats avec plus de 100 organisations. On trouve parmi les partenaires des organismes de conservation, des organismes gouvernementaux, des organismes de réglementation, des institutions scientifiques et des consortiums internationaux de conservation. Island Conservation est membre de l' Union internationale pour la conservation de la nature (UICN), d'Alliance for Zero Extinction, et a conclu un protocole d'entente avec le US Fish & Wildlife Service et BirdLife International, entre autres.

## Conseil consultatif
Le conseil consultatif fondateur de l'organisation est composé de scientifiques, de praticiens et d'éminents auteurs dans les domaines de la biologie de la conservation et des espèces envahissantes, parmi lesquels Paul Ehrlich, José Sarukhán Kermez, Russell Mittermeier, Harold Mooney, David Quammen, Peter Raven, Michael Soulé, et Edward O. Wilson.

## Programmes

### Amérique du Nord
Dans cette région, Island Conservation travaille actuellement aux États-Unis et au Canada. Aux États-Unis, le projet de restauration de l'île Anacapa,, a été achevé en 2002 et a profité au Guillemot de Scripps, au Starique de Cassin et à la souris sylvestre d'Anacapa. Le projet de restauration de l'île Lehau a été achevé en 2006, et a profité au Puffin de Newell et à l'albatros à pieds noirs,. Les projets achevés par la suite comprennent le projet de restauration de l'île Hawadax,, en 2008, le projet de l'île San Nicolas,, en 2010 et le projet de restauration de l'atoll Palmyra en 2011.
Les principaux partenariats du gouvernement fédéral en Amérique du Nord comprennent le département américain de l'Intérieur, United States Fish and Wildlife Service, National Park Service, le département américain de l'Agriculture - APHIS, le National Wildlife Research Center, National Oceanic and Atmospheric Administration, la Parks Canada Agency et Environment and Climate Change Canada. Island Conservation collabore avec les organisations non gouvernementales suivantes : Coastal Conservation Association (CA), Bird Studies Canada, American Bird Conservancy, The Nature Conservancy et Grupo de Ecología y Conservación de Islas.

### Pacifique
Depuis 2010, Island Conservation a contribué au développement et à la mise en œuvre de projets de restauration d'île en Australie (île Lord Howe et île Norfolk), en Polynésie française (projet de restauration de Tetiaroa en 2022, projet de restauration de Îles Tuamotu-Gambier en 2015), aux Tonga (île Late et nombreux petits îlots), aux Palaos (notamment au sein de la zone de Îles Chelbacheb, classée au patrimoine mondial), dans les États fédérés de Micronésie (lagune d'Ulithi) et en Nouvelle-Calédonie (île Walpole). Island Conservation est un membre actif du Pacific Invasives Partnership. Parmi les autres partenariats clés, mentionnons l'Invasive Species Council, BirdLife International, le ministère néo-zélandais de la Conservation, le SPREP et la Société ornithologique de Polynésie française.

### Caraïbes
Dans cette région, Island Conservation travaille principalement à Porto Rico, dans le Commonwealth des Bahamas et en République dominicaine. En mai 2012, Island Conservation et le Bahamas National Trust ont travaillé ensemble à l'éradication des souris domestiques envahissantes d'Allen Cay afin de protéger les espèces indigènes, parmi lesquelles le cyclura d'Allen Cay et le puffin d'Audubon. Depuis 2008, Island Conservation et le US Fish and Wildlife Service (USFWS) ont travaillé ensemble à l'éradication des vertébrés envahissants du Desecheo National Wildlife Refuge à Porto Rico, qui a principalement bénéficié au cactus Higo Chumbo, à trois reptiles endémiques, deux invertébrés endémiques et a permis de redonner leur place à des colonies de rang mondial de fous bruns, de fous à pieds rouges et de sternes bridées. Les travaux futurs se concentreront sur d'importantes populations d'oiseaux de mer, de grands groupes de reptiles, parmi lesquels les Iguanes des Indes occidentales, et la restauration de l'île Mona, d'Alto Velo, et des cayes au large des côtes portoricaines et des Bahamas. Parmi les principaux partenariats figurent l'USFWS, Porto Rico DNER, le Bahamas National Trustet le Ministère de l'environnement et des ressources naturelles de la République dominicaine.

### Amérique du Sud
Dans cette région, Island Conservation travaille principalement en Équateur et au Chili. En Équateur, le projet de restauration de l'île Rábida a été achevé en 2010. Un gecko (Phyllodactylus sp.) identifié au cours d'une étude réalisée fin 2012 n'avait jusqu'alors été tracé que dans des sous-fossiles estimés à plus de 5 700 ans. Des escargots terrestres endémiques vivants de l'île de Rábida (Bulimulus (Naesiotus) rabidensis), que l'on n'avait pas observés depuis plus de 100 ans, ont également été identifiés fin 2012. Ce projet a été suivi en 2012 par le projet de restauration de l'île de Pinzon et de la Plaza Sur, qui bénéficie principalement à la tortue géante de Pinzón, l'Opuntiagalapageia, l'iguane terrestre des Galápagos. À la suite de ce projet, la tortue géante de Pinzón a couvé et fait éclore des œufs et a survécu à l'état sauvage pour la première fois depuis plus de 150 ans,,,. En 2019, la direction du parc national des Galápagos et Island Conservation ont utilisé des drones pour éradiquer les rats envahissants de l'île Seymour Nord : c'était la première fois qu'une telle approche était utilisée sur les vertébrés à l'état sauvage. On s'attend à ce que cette innovation ouvre la voie à une éradication plus économique des espèces envahissantes à l'avenir sur les petites et moyennes îles,,,. Actuellement, l'Équateur se concentre sur l'île Floreana et ses 55 espèces menacées répertoriées par l'UICN et 13 espèces disparues qui pourraient être réintroduites après l'éradication des mammifères envahissants. Les partenaires du projet sont les suivants : The Leona M. and Harry B. Helmsley Charitable Trust, le ministère de l'Environnement (Direction du Parc national des Galápagos, Agence de biosécurité des Galápagos), le ministère de l'Agriculture, le Conseil paroissial de Floreana et le Conseil gouvernemental des Galápagos.
En 2009, le Chili a entamé des collaborations officielles avec la CONAF, agence nationale des aires protégées, afin de poursuivre la restauration des îles sous leur administration. En janvier 2014, le projet de restauration de l'île Choros a été achevé. Il a bénéficié au manchot de Humboldt, au Puffinure de Garnot du Pérou et au secteur de l'écotourisme local,. Les travaux futurs porteront sur la réserve nationale du Manchot Humboldt et l'archipel Juan Fernández.

### Innovation en matière de conservation
Depuis ses débuts, Island Conservation est fière d'innover dans ses outils et dans son approche des projets d'éradication. Island Conservation a mis en œuvre sa première éradication aérienne par hélicoptère sur l'île d'Anacapa en 2001, affinant ainsi une technologie développée en Nouvelle-Zélande pour l'agriculture et la lutte antiparasitaire, qui a depuis lors été reproduite dans plus de 10 projets internationaux de restauration d'île. Island Conservation a mis au point des pratiques de détention d'espèces indigènes en captivité pour nouvelle libération et atténuation des risques pour les espèces, notamment par capture et libération réussies de souris endémiques sur Anacapa et de faucons sur Pinzon.
En 2010, Island Conservation s'est associée à la U.S. Humane Society pour retirer les chats sauvages de l'île de San Nicolas for relocation to a sanctuary on the mainland California. New tools including a remote trap monitoring system, digital data collection system, afin de les réinstaller dans un sanctuaire en Californie continentale. De nouveaux outils, dont un système de surveillance à distance des pièges, un système de collecte de données numériques[57] et des outils statistiques d'aide à la décision,, ont amélioré l'humanité des méthodes d'éradication, réduit les coûts de projet et le temps nécessaire pour faire des pronostics de succès.
À la suite d'une série de tentatives d'éradication infructueuses en 2012, Island Conservation a dirigé un groupe d'experts internationaux pour identifier les défis sur les îles tropicales, ce qui a abouti à des recommandations de pratiques pour l'éradication des rongeurs tropicaux. L'application des leçons tirées à la suite d'une tentative ratée sur l'île de Desecheo en 2017 a abouti à un succès.
Island Conservation a mené une analyse d'horizon en 2015 qui a identifié les drones, le biocontrôle génétique et la transformation des conflits comme des innovations essentielles pour augmenter l'échelle, la portée et le rythme de l'éradication des rongeurs. Depuis cet exercice, Island Conservation a formé le partenariat Genetic Biocontrol for Invasive Rodents (GBIRd) pour explorer prudemment le développement de technologies génétiques sûres et éthiques afin de prévenir les extinctions, a soutenu des approches communautaires durables pour les projets de conservation et a mis en œuvre la première éradication au monde des rats par drones. L'objectif actuel du programme d'innovation en conservation est de promouvoir des méthodes qui augmentent la sécurité, réduisent les coûts et améliorent la faisabilité de l'éradication des vertébrés envahissants dans les îles.